# Lilium anhuiense
Lilium anhuiense ist eine Pflanzen-Art aus der Gattung der Lilien (Lilium) in der Sektion Sinomartagon. 

## Beschreibung
Lilium anhuiense erreicht Wuchshöhen zwischen 60 und 120 Zentimetern. Die annähernd rundliche Zwiebel hat einen Durchmesser zwischen 2 und 4 Zentimetern, die eiförmig-lanzettlichen bis lanzettlichen Schuppen sind weiß, 1 bis 1,5 Zentimeter lang und 1 bis 1,5 Zentimeter breit. Der Stängel ist fein papillös.
Die verteilt stehenden Blätter sind linear-lanzettlich, 8 bis 14 Zentimeter lang und 7 bis 11 Millimeter breit, höher gelegene Blätter sind zur Pflanzenspitze hin gebogen oder rankenähnlich.
Im Juni werden in der Regel zwei trichterförmige, duftende Blüten gebildet. Die Blütenhüllblätter sind weiß, die des äußeren Blütenblattkreises sind länglich-rund bis spatelförmig, am Ansatz stark verschmälert, bis zu 16 Zentimeter lang und 3 bis 4 Zentimeter breit; die des inneren Blütenblattkreises sind spatelförmig und 4 bis 5,5 Zentimeter breit.
Die Nektarien sind beiderseits schwach papillös. Die Staubfäden sind 9 bis 12 Zentimeter lang und leicht behaart, die Staubbeutel sind braun und 1,2 bis 1,5 Zentimeter lang. Der Fruchtknoten ist 3 bis 3,5 Zentimeter lang und 5 bis 8 Millimeter breit, der Griffel 10 bis 12 Zentimeter lang.

## Verbreitung
Die Art ist bisher nur nachgewiesen im Süden der chinesischen Provinz Anhui im Kreis Shitai in Höhenlagen um 800 Meter.

## Taxonomie
Lilium anhuiense wurde 1991 von Ding Cheng Zhang und Jian Zhang Shao in Acta Phytotaxonomica Sinica. [Chih su fen lei hsüeh pao.] Band 29, Teil 5, Seite 475 erstbeschrieben.